# 小行星4981
小行星4981（英語：4981 Sinyavskaya）是一颗围绕太阳公转的小行星。1974年11月12日，柳德米拉·切爾尼赫在克里米亚发现了此天体。
这颗小行星的绝对星等为298.07784等。